# Hans Jura
Hans Jura (* 21. März 1921 in Wien; † 25. November 1996 in Bad Ischl) war ein österreichischer Kameramann.

## Leben und Wirken
Jura erhielt in den 1940er Jahren eine fotografische und filmische Ausbildung. Nach dem Ende des Zweiten Weltkrieges begann er als Kameramann mit Dokumentarkurzfilmen. Erst ab November 1962, beginnend mit Will Trempers Überraschungserfolg Die endlose Nacht, drehte er regelmäßig Spielfilme. Zusammen mit Wolf Wirth nahm er 1963/64 das Widerständlerdrama Kennwort: Reiher auf.
Seit der zweiten Hälfte der 1960er Jahre arbeitete Jura vor allem mit Regisseur Ernst Hofbauer bei dessen Sex- und Actionfilmen zusammen. Zuletzt benutzte Jura dabei die Pseudonyme Jans Hura, James Hura und Jens Hira. Er kooperierte auch mit dem Regisseur Radley Metzger. Für das Fernsehen drehte er unter anderem die Serie Die Melchiors und den Mehrteiler Jauche und Levkojen.
1963 erhielt er für seine Kameraarbeit das Filmband in Gold für Die endlose Nacht und 1964 dieselbe Auszeichnung für Kennwort: Reiher. Bis 1988 lebte Jura in München und betätigte sich als Kameramann für den Wiener Musikverein. Zuletzt zog er sich nach Bad Ischl zurück.

## Filmografie
- 1947: Urlaub im Schnee (Kurzfilm)
- 1954: Der Loibnerbauer
- 1959: Ich bin kein Casanova
- 1963: Die endlose Nacht
- 1963: Die schwarze Kobra
- 1963: Piccadilly null Uhr zwölf
- 1964: Nach Ladenschluß
- 1964: Kennwort: Reiher
- 1965: Die schwarzen Adler von Santa Fe
- 1965: Mädchen hinter Gittern
- 1966: Sperrbezirk
- 1966: Der Mörder mit dem Seidenschal
- 1966: Mädchen zwischen Sex und Sünde (The Alley Cats)
- 1967: Heißes Pflaster Köln
- 1967: Carmen-Baby (Carmen, Baby)
- 1968: Therese und Isabell (Therese and Isabelle)
- 1968: Hannibal Brooks (Second-Unit-Kamera)
- 1969: Helga und die Männer – Die sexuelle Revolution
- 1969: Die jungen Tiger von Hongkong
- 1969: Hurra, die Schule brennt
- 1970: Porno-Reise zur Sexgöttin (Trader Hornee)
- 1970: Draculas lüsterne Vampire (Guess What Happened to Count Dracula?)
- 1964–1970: Das Kriminalmuseum (Fernsehserie, 5 Folgen)
- 1970: Das lüsterne Quartett (The Lickerish Quartet)
- 1970: Keiner erbt für sich allein
- 1971: Das bumsfidele Häuschen
- 1972: Die Melchiors (Fernsehserie)
- 1973: Sie nannten sie kleine Mutter (Little Mother)
- 1974: Dschungelmädchen für zwei Halunken
- 1974: Wetterleuchten über dem Zillertal
- 1975: Zwei Teufelskerle auf dem Weg ins Kloster
- 1976: Kein Abend wie jeder andere
- 1976: Karamurat – sein Kungfu ist tödlich (Kara Murat şeyh gaffar'a karşı)
- 1977: Wilhelm Busch – Die Trickfilm-Parade: Max und Moritz und andere Streiche
- 1978: Der Alte (Fernsehserie, Folge: Der Koffer)
- 1979: Jauche und Levkojen (Fernseh-Mehrteiler)
- 1980: Flashpoint Africa
- 1982: Die Klassefrau
- 1982: Nirgendwo ist Poenichen (Fernseh-Mehrteiler)